# خليل رباح
خليل رباح، من مواليد عام 1961، هو فنان تشكيلي فلسطيني متعدد التخصصات، وقيّم فني، ومعلم. يشتهر بأعماله الفنية التركيبية المفاهيمية التي تركز على إعادة كتابة التاريخ. يعيش رباح حاليًا في رام الله ، الضفة الغربية 

## الحياة والمهنة
لقد وُلِد خليل رباح عام 1961 في مدينه القدس. تخرج من جامعة تكساس في أرلينجتون .
خليل رباح هو مؤسس مشروع المتحف الفلسطيني للتاريخ الطبيعي والبشرية، ومؤسس مشارك لـلمؤسسة المعمل للفن المعاصر في القدس، وأحد مؤسسي مدرسة الفن فلسطين في لندن . منذ عام 2005، يتولى رباح منصب مدير بينالي رواق في رام الله 
قام خليل رباح بالتدريس في أكاديمية بتسلئيل للفنون والتصميم من عام 1997 إلى عام 2000 ؛ وايضا قام بالتدريس في جامعة بيرزيت .
في عام 2002، تم حصوله على منحة لينونو للسلام .

## المعارض
- 1990 – هوية الكيان ، معرض الجامعة، جامعة تكساس في أرلينجتون، أرلينجتون، تكساس [10]
- 1996 – ثقافات متقاربة ، معرض جماعي، مركز سكيربول الثقافي ، لوس أنجلوس، كاليفورنيا، الولايات المتحدة [11]
- 1998 – كل يوم، بينالي سيدني الحادي عشر، سيدني، أستراليا؛ بإشراف جوناثان واتكينز [10]
- 2004 – Plug In ، معرض جماعي، مركز فوتورا للفن المعاصر، براغ، جمهورية التشيك [12]
- 2005 – ما الذي يبقي البشرية على قيد الحياة؟ ، بينالي إسطنبول التاسع، إسطنبول، تركيا [12]
- 2008 – بينالي ليفربول الخامس، ليفربول، المملكة المتحدة
- 2009 – ترجمة: الفن المعاصر من الشرق الأوسط وآسيا الوسطى وشتاتها ، معرض جماعي متنقل، متحف كوينز ، كوينز، مدينة نيويورك؛ بتكليف من ArteEast، بإشراف ليزا أحمدي
- 2010 – الترجمة، معرض جماعي متنقل، متحف جونسون للفنون ، جامعة كورنيل في إيثاكا ، نيويورك [13]
- 2011 – بينالي الشارقة العاشر ، الشارقة، الإمارات العربية المتحدة؛ بإشراف سوزان كوتر، ورشا سلطي ، وهايج آيفازيان [6]
- 2017 – بينالي الشارقة الثالث عشر ، الشارقة، الإمارات العربية المتحدة؛ بإشراف كريستين طعمه [3]